# Quilombo Vila União / Campina
O Quilombo Vila União / Campina,  é uma comunidade remanescente de quilombo localizado no município de Salvaterra, Ilha do Marajó, no Pará. Foi certificado pela Fundação Palmares como território remanescente de quilombo em 2004.

## História
A história do Quilombo Vila União/Campina se entrelaça com a história da Ilha do Marajó, marcada pela presença indígena,  a colonização portuguesa e a exploração do trabalho escravo. A comunidade se formou a partir de fugas de  escravos que buscavam  refúgio  nas matas da região.
O município de Salvaterra foi colonizado por frades jesuítas por volta do século de XVIII, que se instalaram na Vila de Monsarás, quando esta era a então sede do município, tendo sido considerada porta de entrada dos colonizadores na ilha. Atualmente, Salvaterra é um dos municípios de menor tamanho da Ilha do Marajó, porém a presença negra e de sua influência se fez marcante, tornando-se o município de maior concentração de comunidades remanescentes de quilombos do lugar, com 18 comunidades quilombolas ao total. Essas comunidades datam de 1850, período que antecede a abolição da escravização, o que demonstra a resistência dessas comunidades que estabeleceram laços de parentesco entre si.

## Jogos quilombolas
Esses jogos acontecem todo ano em novembro, reunindo atletas de diversas comunidades quilombolas de Salvaterra e de outros municípios do Marajó. É um momento de muita festa, com competições esportivas e apresentações culturais.
Os jogos são uma oportunidade para as comunidades quilombolas mostrarem sua riqueza cultural, com danças, músicas, comidas típicas e artesanato. É uma forma de manter vivas as tradições e fortalecer a identidade quilombola.
Os Jogos de Identidade Quilombola foram criados em 2004, por iniciativa do Coletivo Quilombola dos municípios de Salvaterra, Cachoeira do Arari e Ponta de Pedras. Desde então, os jogos têm crescido e se tornado um evento cada vez mais importante para as comunidades quilombolas da região.
O Quilombo Vila União/Campina foi sede dos jogos no ano de 2018.